# Another Brick in the Wall Part 2
Another Brick in the Wall Part 2 is een nummer van de Britse rockgroep Pink Floyd, afkomstig van het dubbelalbum The Wall uit 1979. Het nummer werd op 16 november dat jaar in Europa op single uitgebracht. In december dat jaar volgde Japan en in januari 1980 Australië, Nieuw-Zeeland, de VS en Canada. In 1992 werd het nummer op cd-single uitgebracht.
Het nummer maakt deel uit van de dubbelelpee The Wall uit 1979, een internationaal erkend topalbum, maar tegelijkertijd een aankondiging van het eind van de band. De leden kregen ruzie over bijna alles en voornamelijk Richard Wright moest het ontgelden bij zelfbenoemd leider Roger Waters, omdat hij te weinig zou bijdragen. 
De single is weliswaar afkomstig van de dubbelelpee, maar de album- en singleversies verschillen van elkaar. Dat wordt voornamelijk veroorzaakt door het feit dat op de elpee bijna alle tracks in elkaar overliepen. Naast die twee versies bestaat er nog een versie uit de film. B-kant was One of My Turns, waarin Pink de boel kort en klein slaat.

## Hitsucces
In thuisland het Verenigd Koninkrijk was het Pink Floyd's eerste single sinds Point Me at the Sky (1968). De plaat bereikte de nummer 1-positie in de UK Singles Chart. Ook in Ierland, de VS, Canada, Israël, Zuid-Afrika, Duitsland, Oostenrijk, Zwitserland, Scandinavië, Frankrijk, Spanje, Italië, Portugal en Nieuw-Zeeland werd de nummer 1-positie behaald. In Australië werd de 2e positie bereikt. In de Verenigde Staten kwam vanwege het stuwende disco-achtige ritme het ook in een discolijst terecht. 
Wereldwijd werden van de single meer dan vijf miljoen exemplaren verkocht, waaronder 1,5 miljoen stuks in de Verenigde Staten, 1 miljoen in thuisland het Verenigd Koninkrijk, meer dan 800.000 stuks in Frankrijk en 200.000 in Nederland. 
In Nederland was de plaat op donderdag 29 november 1979 TROS Paradeplaat, een dag later Veronica Alarmschijf en op zaterdag 1 december 1979 Favorietschijf bij de NCRV op Hilversum 3. De plaat werd een hit in de destijds drie landelijke hitlijsten op de nationale publieke popzender en bereikte de 3e positie in zowel de Nederlandse Top 40 als de TROS Top 50. In de Nationale Hitparade werd de 4e positie bereikt. In de Europese hitlijst op Hilversum 3, de TROS Europarade, werd de nummer 1-positie bereikt.
In België bereikte de plaat de 2e positie in de voorloper van de Vlaamse Ultratop 50 en de 3e positie in de Vlaamse Radio 2 Top 30. In Wallonië werd geen notering behaald.
Sinds de allereerste editie in december 1999 staat de plaat onafgebroken genoteerd in de hogere regionen van de jaarlijkse NPO Radio 2 Top 2000 van de Nederlandse publieke radiozender NPO Radio 2, met als hoogste notering tot nu toe een 17e positie in 1999.

## Versies

### Singleversie
De single begint uit het niets met een strak mars-ritme. De videoclip begint met een panorama over Londen, waarbij opvallend veel steen (brick) en beton te zien zijn. Op een klein speelveldje speelt een aantal kinderen en Waters zingt zijn lied al: "We don't need no education; we don't need no thought control". De spelende kinderen worden 'tot de orde geroepen' door de strenge schoolmeester. Een animatie laat een meester zien die allerlei kinderen door de gehaktmolen haalt om ze allemaal eenduidig en hetzelfde te laten zijn. Pink, hoofdfiguur van het album en staand voor Waters zelf, beschouwt het als weer een steen in de muur, zodat hij niet meer bij zijn werkelijkheid kan.
Het lied heeft geen couplet of refrein; de tekst wordt tweemaal herhaald. In de tweede versie wordt het door schoolkinderen gezongen. Daarvoor werd de geluidstechnicus eropuit gestuurd en kwam met kinderen van de Islington Green School, een school in de buurt van de geluidsstudio. Na de twee refreinen mag David Gilmour zijn kunsten tonen in een instrumentaal fade-out.
Het videofilmpje laat veel steen zien; de kinderen zijn als het ware ingesloten door muren. Ook het grijs en grauwe bakstenen wooncomplex laat niets te raden over.

### Elpeeversie
Bij de elpeeversie blijkt het nummer qua ritme en tempo aan te sluiten bij The Happiest Days of Our Lives, waarin al wordt aangekondigd dat de docenten de kinderen voornamelijk dwarszitten. Vervolgens komt de single voorbij, maar de gitaarsolo wordt maar langzamer een fade-out. Aan het eind komt de meester met zijn opmerkingen tegen de spelende: "Wrong! Do it again!", dat overgaat in "If you don't eat yer meat, you can't have any pudding! How can you have any pudding if you don't eat yer meat?!", en "You! Yes! You behind the bikesheds! Stand still, laddie!" Kortom in de ogen van Pink/Waters onderdrukking in het Engelse schoolsysteem van destijds. Het nummer eindigt met een telefoonsignaal. Om aan te tonen dat school niet het enige is wat bijgedragen heeft tot de Muur, gaat de volgende track over een overbezorgde moeder.

### Filmversie
Bij de filmversie kan er geen onderscheid gemaakt worden tussen The Happiest Days of Our Lives; de elpeeversie is opnieuw gemixt. Pink dagdroomt gedurende het lied dat hij en zijn medeleerlingen in opstand komen en de school in brand steken; de leraar wordt in de brand gegooid. Hij komt ruw in de werkelijkheid terug.

## Ontvangst
The Wall en dus ook de single werd niet overal goed ontvangen. In een gespleten Europa was het achter het IJzeren Gordijn sowieso niet legaal te krijgen. Maar ook in voormalige Engelse koloniën was men niet blij met elpee en single; het zou jongeren oproepen tot revolte tegen het onderwijssysteem van kostscholen. Zuid-Afrika deed de single in de ban, de elpee was er ook al moeilijk verkrijgbaar. De film laat zien dat men daar (voorlopig) niet bang voor hoefde te zijn. De leraren zijn niet de echte onderdrukkers; zij worden gestuurd door hun vrouwen. 5 miljoen verkochte exemplaren waren niet genoeg om het systeem snel te laten veranderen.
De single belandde in diverse landen in de hitparades. In 1980 werd het nummer genomineerd voor een Grammy Award in de categorie 'Best Performance by a Rock Duo or Group'. De plaat staat op de 375ste plaats in Rolling Stone's lijst van "De 500 Beste Songs Aller Tijden".

## De andere delen
In Another Brick in the Wall Part 1 wordt de Tweede Wereldoorlog aangeduid als weer een steen in de muur; de vader van Pink/Waters moest vechten op het vasteland. Het basisritme van Part 2 is in Part 1 al te horen. In Another Brick in the Wall Part 3 is Pink/Waters het gemoeder zat, de muur zit dicht. Het loopt uit op een uiterste poging de muur te doorbreken: een zelfmoordpoging in Goodbye Cruel World. Ook in Part 3 zit het ritme van Part 1.

## Hitnoteringen

### Nederlandse Top 40
| Another Brick in the Wall Part 2 in de Nederlandse Top 40 – binnen 08-12-1979 | Another Brick in the Wall Part 2 in de Nederlandse Top 40 – binnen 08-12-1979 | Another Brick in the Wall Part 2 in de Nederlandse Top 40 – binnen 08-12-1979 | Another Brick in the Wall Part 2 in de Nederlandse Top 40 – binnen 08-12-1979 | Another Brick in the Wall Part 2 in de Nederlandse Top 40 – binnen 08-12-1979 | Another Brick in the Wall Part 2 in de Nederlandse Top 40 – binnen 08-12-1979 | Another Brick in the Wall Part 2 in de Nederlandse Top 40 – binnen 08-12-1979 | Another Brick in the Wall Part 2 in de Nederlandse Top 40 – binnen 08-12-1979 | Another Brick in the Wall Part 2 in de Nederlandse Top 40 – binnen 08-12-1979 | Another Brick in the Wall Part 2 in de Nederlandse Top 40 – binnen 08-12-1979 | Another Brick in the Wall Part 2 in de Nederlandse Top 40 – binnen 08-12-1979 | Another Brick in the Wall Part 2 in de Nederlandse Top 40 – binnen 08-12-1979 | Another Brick in the Wall Part 2 in de Nederlandse Top 40 – binnen 08-12-1979 |
| Week                                                                          | 1                                                                             | 2                                                                             | 3                                                                             | 4                                                                             | 5                                                                             | 6                                                                             | 7                                                                             | 8                                                                             | 9                                                                             | 10                                                                            | 11                                                                            |                                                                               |
| ----------------------------------------------------------------------------- | ----------------------------------------------------------------------------- | ----------------------------------------------------------------------------- | ----------------------------------------------------------------------------- | ----------------------------------------------------------------------------- | ----------------------------------------------------------------------------- | ----------------------------------------------------------------------------- | ----------------------------------------------------------------------------- | ----------------------------------------------------------------------------- | ----------------------------------------------------------------------------- | ----------------------------------------------------------------------------- | ----------------------------------------------------------------------------- | ----------------------------------------------------------------------------- |
| Nummer                                                                        | 25                                                                            | 10                                                                            | 8                                                                             | 6                                                                             | 4                                                                             | 3                                                                             | 3                                                                             | 6                                                                             | 13                                                                            | 21                                                                            | 36                                                                            | uit                                                                           |

### Nationale Hitparade
| Another Brick in the Wall Part 2 in de Nationale Hitparade – binnen: 15-12-1979 | Another Brick in the Wall Part 2 in de Nationale Hitparade – binnen: 15-12-1979 | Another Brick in the Wall Part 2 in de Nationale Hitparade – binnen: 15-12-1979 | Another Brick in the Wall Part 2 in de Nationale Hitparade – binnen: 15-12-1979 | Another Brick in the Wall Part 2 in de Nationale Hitparade – binnen: 15-12-1979 | Another Brick in the Wall Part 2 in de Nationale Hitparade – binnen: 15-12-1979 | Another Brick in the Wall Part 2 in de Nationale Hitparade – binnen: 15-12-1979 | Another Brick in the Wall Part 2 in de Nationale Hitparade – binnen: 15-12-1979 | Another Brick in the Wall Part 2 in de Nationale Hitparade – binnen: 15-12-1979 | Another Brick in the Wall Part 2 in de Nationale Hitparade – binnen: 15-12-1979 | Another Brick in the Wall Part 2 in de Nationale Hitparade – binnen: 15-12-1979 | Another Brick in the Wall Part 2 in de Nationale Hitparade – binnen: 15-12-1979 | Another Brick in the Wall Part 2 in de Nationale Hitparade – binnen: 15-12-1979 | Another Brick in the Wall Part 2 in de Nationale Hitparade – binnen: 15-12-1979 |
| Week                                                                            | 1                                                                               | 2                                                                               | 3                                                                               | 4                                                                               | 5                                                                               | 6                                                                               | 7                                                                               | 8                                                                               | 9                                                                               | 10                                                                              | 11                                                                              | 12                                                                              |                                                                                 |
| ------------------------------------------------------------------------------- | ------------------------------------------------------------------------------- | ------------------------------------------------------------------------------- | ------------------------------------------------------------------------------- | ------------------------------------------------------------------------------- | ------------------------------------------------------------------------------- | ------------------------------------------------------------------------------- | ------------------------------------------------------------------------------- | ------------------------------------------------------------------------------- | ------------------------------------------------------------------------------- | ------------------------------------------------------------------------------- | ------------------------------------------------------------------------------- | ------------------------------------------------------------------------------- | ------------------------------------------------------------------------------- |
| Nummer                                                                          | 44                                                                              | 8                                                                               | 6                                                                               | 6                                                                               | 4                                                                               | 4                                                                               | 6                                                                               | 12                                                                              | 12                                                                              | 27                                                                              | 33                                                                              | 39                                                                              | uit                                                                             |

### NPO Radio 2 Top 2000
| Nummer met noteringen in de NPO Radio 2 Top 2000 | '99 | '00 | '01 | '02 | '03 | '04 | '05 | '06 | '07 | '08 | '09 | '10 | '11 | '12 | '13 | '14 | '15 | '16 | '17 | '18 | '19 | '20 | '21 | '22 | '23 | '24 |
| ------------------------------------------------ | --- | --- | --- | --- | --- | --- | --- | --- | --- | --- | --- | --- | --- | --- | --- | --- | --- | --- | --- | --- | --- | --- | --- | --- | --- | --- |
| Another Brick in the Wall                        | 17  | 20  | 20  | 26  | 39  | 32  | 52  | 46  | 86  | 45  | 56  | 47  | 53  | 39  | 48  | 56  | 72  | 66  | 90  | 54  | 69  | 77  | 73  | 80  | 89  | 95  |

1. ↑  Een vetgedrukt getal geeft de hoogste notering aan.

### Evergreen Top 1000
| Evergreen Top 1000 Another Brick in the Wall Part 2 | Evergreen Top 1000 Another Brick in the Wall Part 2 | Evergreen Top 1000 Another Brick in the Wall Part 2 | Evergreen Top 1000 Another Brick in the Wall Part 2 | Evergreen Top 1000 Another Brick in the Wall Part 2 | Evergreen Top 1000 Another Brick in the Wall Part 2 | Evergreen Top 1000 Another Brick in the Wall Part 2 | Evergreen Top 1000 Another Brick in the Wall Part 2 | Evergreen Top 1000 Another Brick in the Wall Part 2 | Evergreen Top 1000 Another Brick in the Wall Part 2 | Evergreen Top 1000 Another Brick in the Wall Part 2 | Evergreen Top 1000 Another Brick in the Wall Part 2 | Evergreen Top 1000 Another Brick in the Wall Part 2 | Evergreen Top 1000 Another Brick in the Wall Part 2 | Evergreen Top 1000 Another Brick in the Wall Part 2 | Evergreen Top 1000 Another Brick in the Wall Part 2 | Evergreen Top 1000 Another Brick in the Wall Part 2 | Evergreen Top 1000 Another Brick in the Wall Part 2 |
| Jaar                                                | 2008                                                | 2009                                                | 2010                                                | 2011                                                | 2012                                                | 2013                                                | 2014                                                | 2015                                                | 2016                                                | 2017                                                | 2018                                                | 2019                                                | 2020                                                | 2021                                                | 2022                                                | 2023                                                | 2024                                                |
| --------------------------------------------------- | --------------------------------------------------- | --------------------------------------------------- | --------------------------------------------------- | --------------------------------------------------- | --------------------------------------------------- | --------------------------------------------------- | --------------------------------------------------- | --------------------------------------------------- | --------------------------------------------------- | --------------------------------------------------- | --------------------------------------------------- | --------------------------------------------------- | --------------------------------------------------- | --------------------------------------------------- | --------------------------------------------------- | --------------------------------------------------- | --------------------------------------------------- |
| Positie                                             | -                                                   | -                                                   | -                                                   | -                                                   | -                                                   | -                                                   | -                                                   | -                                                   | -                                                   | 455                                                 | 179                                                 | 255                                                 | 276                                                 | 250                                                 | 232                                                 | 281                                                 | 232                                                 |

### JOE FM Hitarchief Top 2000
| Another Brick in the Wall Part 2 | Another Brick in the Wall Part 2 | Another Brick in the Wall Part 2 | Another Brick in the Wall Part 2 | Another Brick in the Wall Part 2 |
| Jaar                             | 2009                             | 2010                             | 2011                             | 2012                             |
| -------------------------------- | -------------------------------- | -------------------------------- | -------------------------------- | -------------------------------- |
| Positie                          | 27                               | 35                               | 28                               | 28                               |